# ヤーコプ・ザロモン・バルトルディ
ヤーコプ・ルートヴィヒ・ザロモン・バルトルディ（Jakob Ludwig Salomon Bartholdy 、1779年3月13日 - 1825年7月27日）はプロイセンの外交官であり画家の支援者。

## 生涯
ユダヤ人の両親の元、ベルリンにてヤーコプ・ザロモンとして生まれた。父はレヴィン・ヤーコプ・ザロモン、母はベラ・ザロモン（旧姓ベラ・イツィッヒ）。ヤーコプはハレ大学で教育を受けた。カルヴァン主義に改宗した際に家族が所有していた財産から「バルトルディ」という姓を名乗るようになった。
バルトルディはオーストリア軍としてナポレオンと戦った後、プロイセンの外交官となった。1814年には連合軍に同行してパリに赴き、その翌年にプロイセン総領事としてローマに派遣された。ヤーコプは偉大な芸術の支援者であった。イタリアにいた若いドイツ人芸術家の間でフレスコ画が復興したのは彼の庇護が大きかった。ヨハン・フリードリヒ・オーファーベック、ペーター・フォン・コルネリウス、フィリップ・ファイト、フリードリッヒ・ヴィルヘルム・フォン・シャドーで構成された芸術家の集まりはヤーコプの邸宅の一室をフレスコ画で飾った。ヤーコプの貴重なコレクションはベルリン美術館のために買い取られ、ローマの邸宅、いわゆるツァッカリ邸のフレスコ画はステファノ・バルディーニによって1886年から1887年にかけてベルリン国立美術館に移された。
ローマのプロテスタント墓地に埋葬されている。

## 家族
バルトルディの姉のレアはアブラハム・メンデルスゾーンと結婚しており、バルトルディはアブラハムの父である哲学者のモーゼス・メンデルスゾーンとの繋がり一家を区別するために「キリスト教徒の」姓を採用するように説得していた。

## 関連記事
- イツイヒ家（英語版）